# Cyfry ormiańskie
Ormiański system zapisywania liczb jest systemem addytywnym. Jego cyfry oparte są na alfabecie ormiańskim. Nie ma pośród nich znaku oznaczającego zero. Były w użyciu aż do upowszechnienia się cyfr arabskich. Obecnie używa się ich w Armenii jedynie sporadycznie, np. do określania daty lub numerów rozdziałów (tak jak m.in. cyfr rzymskich w języku polskim czy angielskim).
| Ormiańskie | Transliteracja | Arabskie |
| ---------- | -------------- | -------- |
| Ա          | A              | 1        |
| Բ          | B              | 2        |
| Գ          | G              | 3        |
| Դ          | D              | 4        |
| Ե          | E / YE         | 5        |
| Զ          | Z              | 6        |
| Է          | É              | 7        |
| Ը          | Ě (Ə/ə)        | 8        |
| Թ          | T‘             | 9        |
| Ժ          | Ž              | 10       |
| Ի          | I (Ē)          | 20       |
| Լ          | L              | 30       |
| Խ          | X (KH)         | 40       |
| Ծ          | C ('tDZ)       | 50       |
| Կ          | K'             | 60       |
| Հ          | H              | 70       |
| Ձ          | DZ             | 80       |
| Ղ          | GH             | 90       |
| Ճ          | Č ('TCH)       | 100      |
| Մ          | M              | 200      |
| Յ          | Y              | 300      |
| Ն          | N              | 400      |
| Շ          | Š (SH)         | 500      |
| Ո          | O / V          | 600      |
| Չ          | Č‘ (CH)        | 700      |
| Պ          | P'             | 800      |
| Ջ          | J'             | 900      |
| Ռ          | RR             | 1000     |
| Ս          | S              | 2000     |
| Վ          | V              | 3000     |
| Տ          | T'             | 4000     |
| Ր          | `R             | 5000     |
| Ց          | C‘ (TS)        | 6000     |
| Ւ          | Y / I / V (H)  | 7000     |
| Փ          | P              | 8000     |
| Ք          | K              | 9000     |

Cyfry reprezentują jedynie wielkie litery, gdyż pierwotnie pismo ormiańskie nie miało małych liter. Należy zauważyć, że litery Օ i Ֆ dodane zostały dopiero w średniowieczu w celu ułatwienia transliteracji, kiedy cyfry arabskie były już w powszechnym użyciu. Stąd też nie przypisane są do nich żadne wartości liczbowe. 
Liczby w systemie ormiańskim są uzyskiwane przez proste dodawanie. Choć kolejność cyfr nie ma znaczenia, zgodnie z przyjętą konwencją należy je zapisywać według malejącej wartości. 
Przykłady:
- ՌՋՀԵ = 1975 = 1000 + 900 + 70 + 5
- ՍՄԻԲ =  2222 = 2000 + 200 + 20 + 2
- ՍԴ = 2004 = 2000 + 4
- ՃԻ = 120 = 100 + 20
- Ծ = 50

Dla liczb większych niż 9000, nad odpowiednią cyfrą rysuje się kreskę, tym samym mnożąc ją przez 10 000 (np. 10 000 wyglądałoby jak cyfra Ա z kreską poziomą nad nią, 20 000 jak Բ z kreską itd.).